# Летняя школа (проект)
Многопрофильная школа-семинар «Летняя школа», ранее Летняя школа «Исследователь», Летняя школа «Русского репортёра», чаще просто «Летняя школа», — российская ежегодная многопрофильная летняя школа, проходящая с 2004 года. С 2009 по 2014 годы проводилась при организационной поддержке журнала «Русский репортёр», с 2013 года проводится на базе Объединённого института ядерных исследований в Дубне.

## История
Традиция проведения подобных школ существует с конца 80-х годов, когда на базе биологического факультета МГУ сформировалась Летняя экологическая школа (ЛЭШ).
В 2003 году от неё отделилась Летняя школа «Исследователь». После того, как информационную поддержку с 2009 года проекту стал оказывать журнал «Русский репортёр», проект стал известен как Летняя школа «Русского репортёра». В 2013 году она отметила своё десятилетие. С 2014 года проект называется просто «Летняя школа».
Местами проведения школы были различные области Центральной России (2004 год — село Столипино в Тверской области; 2005 и 2007 годы — дер. Костенево в Московской области; 2006 год — село Засижье в Смоленской области; 2008 и 2009 годы — село Рождество в Тверской области; 2010, 2011 и 2012 годы — дер. Ручки в Тверской области). С 2013 года школа проводится рядом с Дубной на базе отдыха «Волга», принадлежащей Объединённому институту ядерных исследований.

## Деятельность
Летняя школа включает в себя ежегодно обновляющийся ряд направлений-мастерских. В 2017 году был открыт набор на 26 мастерских (и 39 программ внутри них). Среди профилей в разное время были: экология, физика, IT, дизайн, философия, архитектура+Арт, медицина, география, естественные науки, социальные науки, психология, документальное кино, научная, социальная, культурная, репортажная, тревел- и фото- журналистика, математика, Big Data, образование, урбанистика, астрономия и геология. В 2017 году в рамках мастерской живого театра будет включено даже отделение фристайла.
Согласно данным организаторов, в 2014 году за время проведения школы её посетили 1200 человек, было проведено около 1000 семинаров, лекций, мастер-классов, круглых столов, практических проектов и исследований.

### Содержание
Мероприятие проводится в течение 4-5 недель в июле-августе. Оно представляет собой палаточный лагерь и стационарные хорошо оснащённые помещения для учебной и проектной работы.
Традиционно для этого использовалось здание сельской школы, но с 2013 г. школа переехала в приспособленные для учебной работы, хорошо оснащённые корпуса базы отдыха Объединённого института ядерных исследований
Основная часть дня на «Летней школе» посвящена лекциям, семинарам, полевой работе и работе над проектами.
Также проводятся круглые столы и экскурсии в научные институты, также проходил телемост с ЦЕРНом. Учебная программа каждой мастерской представлена лекциями и семинарами, объединёнными общей тематикой направления. Кроме лекций мастерских существуют «золотые лекции», проводимые для всей школы без дифференциации на мастерские.
Помимо учебной программы существует и культурная: на Школе проводятся праздники, концерты, фотовыставки, кинопросмотры и открытые презентации работ мастерских. Так, концерты на «Летней школе» проводили Псой Короленко, группы «Операция Пластилин», «Пони», «Пицца», «Хадн Дадн» и другие.
В течение года «Летняя школа» участвует в организации научно-популярных лекториев и других мероприятий.

## Участники
Учёный совет включает в себя многих учёных, в том числе двух член-корреспондентов РАН, академика РАО, профессоров и преподавателей ведущих российских вузов и научных учреждений (ОИЯИ, ФИАН, МГУ, НИУ ВШЭ, НГУ, РЭУ, МПГУ, МГППУ и др.).
Лекторы «Летней школы» — известные исследователи, учёные, журналисты, дизайнеры, преподаватели ведущих университетов России.
Ниже приведены некоторые из них:
- Владимир Сурдин — астроном и популяризатор науки, кандидат физико-математических наук, старший научный сотрудник Государственного астрономического института им. П. К. Штернберга МГУ, специалист по звёздной динамике.[15]
- Виталий Лейбин — журналист, главный редактор журнала «Русский репортёр».
- Юрий Козырев — российский фотожурналист, шестикратный лауреат премии World Press Photo, лауреат премий Overseas Press Club Oliver Rebbot, ICP Infinity, премии Frontline Club, премии Visa d’or News, премий Trophee и Public Prize в рамках Prix Bayeux-Calvado. Три раза был членом жюри World Press Photo. На протяжении последних 25 лет Юрий Козырев освещал все основные военные конфликты в бывшем Советском Союзе, а также в Афганистане, Ираке, Ливии и т. п. Контрактный фотограф журнала Time.
- Сергей Максимишин — фотожурналист, многократный призёр конкурсов Пресс Фото России и World Press Photo. Сотрудничает с изданиями «Известия», «Российская газета», Time, Geo, The Washington Post, The Times, The Wall Street Journal, Newsweek.
- Александр Барулин — специалист в области теории лингвистики, семиотики и их разделов — теории глотогенеза, теории морфологии. Основатель и первый декан факультета теоретической и прикладной лингвистики Российского государственного гуманитарного университета (РГГУ — 1991—2000 г), соавтор государственного образовательного стандарта по специальности «Теоретическая и прикладная лингвистика».
- Антон Кротов — путешественник, писатель, основатель и президент Академии вольных путешествий.
- Гасан Мирзоев — общественный деятель, президент Гильдии российских адвокатов.
- Григорий Трубников — академик РАН, вице-директор ОИЯИ, заместитель министра науки и высшего образования.
- Юрий Быков — российский кинорежиссёр, продюсер, сценарист и актёр.
- Олег Аронсон — философ, кандидат философских наук, теоретик кино и телевидения.
- Виталий Егоров — блогер «Зелёный кот», популяризатор космонавтики.

В школе не существует формального разделения на учеников и преподавателей. Участники школы могут выступать в разных ролях, выполняя разные задачи. При отборе участников не устанавливаются ограничения по возрасту или уровню образования, но минимальный возраст, с которого возможно обучение на Летней Школе — 14 лет. Не все мастерские набирают школьников: в 2017 году набор школьников был открыт на 8 мастерских, остальные были рассчитаны на студентов и закончивших обучение. Набор проводится на основании анкеты и отборочного задания мастерской. Критерии набора различаются для каждого учебного направления.

## Особенности проекта
- Волонтёрство — школа проводится каждый год силами волонтёров, организаторы и преподаватели не получают зарплат и гонораров.[9]
- Охват[17] — в работе Летней Школы участвуют представители практически всех регионов России и Ближнего зарубежья.
- Междисциплинарный характер — Школа объединяет больше двух десятков направлений. Междисциплинарность достигается привлечением участников из разных мастерских к общим проектам, разносторонней лекционной программой, круглыми столами и др.[18]
- Академизм — Школа ориентирована на академическую науку. Преподаватели представляют такие университеты как: МГУ, ВШЭ, ОИЯИ, НГУ[13], МГППУ, СПбГУ, МФТИ, МИСиС, ММА, РУДН, РГГУ, ЮФУ, МИФИ, СФУ, МПГУ, МГПУ, ИВП РАН, ИМБП РАН, ФИАН, ИКИ РАН и др. Из прессы представлены «Русский репортер», «Кот Шредингера», «Наука и жизнь», «Троицкий вариант», «Наука в фокусе», «Наука и технологии в России», «Театральный журнал» и др.[19]
- Самоуправление — основная часть организаторской работы приходится на студентов.[20]

### Внутренние проекты
Один из основных акцентов в учебной работе школы делается на проектную направленность мастерских. За лето участниками выполняются десятки проектов, часть из которых продолжается в течение всего года. С «Летней школой» тесно связаны межсезонные проекты «Медиаполигон» и «Город-24». Также в летней школе была разработана концепция журнала «Кот Шрёдингера» в рамках Школы Научной Журналистики (мастерской ШНЖ), одним из руководителей которой является Григорий Тарасевич, ставший главным редактором журнала. С 2008 года участниками школы в Дубне проводится зимняя школа-конференция «Флеровские чтения». В течение года участники Летней Школы организуют ряд публичных научно-популярных лекций. Проводится олимпиада школьников «Путь в медицину».

## Награды
По итогам конкурса «Инновации глазами журналистов», который проводит Российская венчурная компания, первое место было присуждено «Русскому Репортёру» за проект НАНО-24. Почти двести молодых журналистов на протяжении суток передавали новости, связанные с жизнью современных технологий. Значительная часть участников проекта — студенты, прошедшие обучение в Летней школе, а также на проекте «Медиаполигон» и «Город-24».
«Почему наука интересна» — совместный проект мастерской научной журналистики и студенческого телевидения УрФУ студии «ТВиСТ». Молодые учёные и будущие деятели науки рассказывают, почему наука интересна, и что в ней уникального, стал победителем фестиваля «Искусство науки».